# 松本真理香
松本 汀花（1984年9月12日—）是日本女演員、聲優。東京都中野區出生。東京都立杉並高等學校畢業。

## 主演作品

### 電視劇
- 六番目の小夜子（2000年4月8日 - 6月24日、NHK）-　花宮雅子
- 大河劇（NHK）
  - 葵德川三代（2000年）- 千姬（少女時代）
  - 怎麼辦家康（2023年）- 女大鼠
- 秘密倶楽部o-daiba.com（2000年10月 - 2001年3月、富士電視台）- 板倉あやの
  - 株式会社o-daiba.com（2001年4月 - 9月）
- 愛は正義 第9話（2001年、朝日電視台）
- 太陽的季節（2002年、TBS）- 安藤はるか
- 赤ちゃんをさがせ 第3話（2003年、NHK）- 猪熊理帆
- 夏目家の食卓（2004年1月5日、TBS）
- 虎與龍（2005年4月22日、TBS）- 利光壽子（第2集）
- 劇団演技者。「ロンリー・マイルーム」（2005年11月8日 - 29日、富士電視台）- 水野由江
- 晨間劇（NHK）
  - 純情閃耀（2006年）- 高野薫子
  - 鬼太郎之妻（2010年）- 節子
- 戦場のガールズライフ（2007年1月21日 - 3月25日、Home Drama Channel / BS富士）- 主演・坂井珠子
- 如月疑雲 ビゲートドラマ　クサナギ（2007年6月9日、東京電視台）- 草薙マキ
- 小螢的青春（2007年7月11日 - 9月12日、日本電視台）- 室田鈴子
- 新・警視廳搜查一課9係 season3（第6季）（2011年7月27日、朝日電視台） - 伊東奈美枝（第4集）
- 浪花少年偵探團（2012年9月3日、TBS） - 高野千賀子（第10集）
- 大川端偵探社（2014年6月14日、東京電視台） - 飯倉真美（第9集）
- 有喜歡的人（2016年7月18日、富士電視台） - 北海莉子 （第2集）
- 深夜食堂（2016年、Netflix）- 綠子（第35集）
- 四重奏（2017年3月21日、TBS）- 大橋繪茉（第10集）
- ホリデイラブ（2018年1月26日 - 3月16日、朝日電視台）- 井筒里奈
- 遺留搜查 第5季（2018年8月23日、朝日電視台） - 石倉杏里（第6集）
- 健康有文化的最低限度生活（2018年9月11日・18日、關西電視台・富士電視台） - 丸山梓（第9、10集）
- 黑色醜聞（2018年10月4日 - 12月6日、讀賣電視台・日本電視台） - 藤崎紗羅
- 法庭女王（2019年2月10日、TBS） - 小川唯菜（第5集）
- 東野圭吾「瀕死之眼」（2019年3月16日 - 4月20日、WOWOW） - 村上成美
- 女王偵訊室THIRD SEASON（2019年5月2日、朝日電視台） - 樫村茜（第4集）
- 夏洛克：未敘之章（2019年10月、富士電視台）- 赤羽汀子 
  - 特別篇（2019年12月23日）
- 死役所（2019年10月17日 - 12月19日、東京電視台） - ニシ川（西川美和子）
- Doctor-X～外科醫·大門未知子～（2019年10月、朝日電視台）- 中山麻里亞（第8集）
- 帕累托誤算～個案工作殺人事件～ （2020年3月7日 - 4月4日、WOWOW） - 安西佳子
- B面女子（2020年4月4日、東海電視台） - 高野しのぶ
- 龍之道 雙面復仇者（2020年7月28日 - 9月15日、關西電視台・富士電視台） - 霧島まゆみ
- 妖怪合租屋（2020年8月、朝日電視台）- 四谷伊和 / 提燈阿岩
  - 妖怪合租屋—回歸奇譚怪—（2022年4月9日 - 6月4日）
- 消除老師的方程式。（2020年10月、朝日電視台）- 前野靜
- 教場II（2021年1月3日・4日、富士電視台） - 田澤愛子
- 那邊的盡頭（2021年5月14日 - 7月2日、WOWOW） - 主演・池松律子
- 即使如此也要宣誓愛嗎？（2021年10月3日 - 12月12日、ABC電視台・朝日電視台） - 主演・純須純
- 東京，是愛，是戀（2021年12月29日・30日、東京電視台） - 主演・和田かえ
- 名偵探STAY HOME（2022年4月3日・10日、日本電視台） - 坂本才花
- 17歲的帝國（2022年5月7日 - 6月4日、NHK綜合） - 山口早希
- 怎麼辦家康（2023年、NHK） - 女大鼠
- 喜歡喜愛汪汪!（2023年1月24日 - 3月28日、日本電視台） - 湊エリー / エリザベス
- THE MYSTERY DAY（2023年10月7日、日本電視台）- 久遠真梨華
- 家政夫三田園 第六季（2023年10月10日、朝日電視台） - 前田翠（第1集）
- 特命！警視廳特別會計係（2023年10月16日 - 12月25日、關西電視台・富士電視台）- 藤堂さゆり
- Miss Target（2024年4月21日 - 6月16日、朝日放送電視・朝日電視台）- 主演・朝倉すみれ
- 怪醫黑傑克（2024年6月30日、朝日電視台）- 六実えみ子
- 直到破壞了丈夫的家庭（2024年7月8日 - 9月30日、東京電視台）- 主演・如月みのり
- 人事的人見（2025年4月8日 - 6月17日、富士電視台）- 堀愛美
- 奪愛之真夏（2025年7月 - 、朝日電視台）- 主演・海野真夏

### 聲優

#### 電視動畫
2004年
- 神奇寶貝超世代（加奈）
- 蒼穹之戰神（遠見真矢）

2005年
- 魔女的考驗（巧克莉·媚爾）
- 天國之吻（櫻田實和子）

2007年
- ぷるるんっ!しずくちゃん（のりりん）

2008年
- ぷるるんっ!しずくちゃん あはっ☆（のりりん）

2011年
- UN-GO（佐佐風守）

2015年
- 蒼穹之戰神 EXODUS（遠見真矢）

2022年
- Animation x Paralympic：誰是你的英雄？（南川桃[1]）

#### OVA
2008年
- OVA 星の海のアムリ（プルモ）

2019年
- 蒼穹之戰神 THE BEYOND（遠見真矢）

#### 劇場動畫
2010年
- 蒼穹之戰神 HEAVEN AND EARTH（遠見真矢）

2014年
- Pokemon the movie XY 破壞之繭與蒂安希（蒂安希）

2021年
- 電影Tropical-Rouge！光之美少女 雪之公主與奇蹟的戒指！（雪倫）

#### 遊戲
2001年
- 最終幻想10（莉可）

2003年
- 最終幻想10-2（莉可）

#### 外語影片配音
- 春日華爾滋

### 電視廣告
- コカコーラ2000年
- ミニストップ2001年－2003年
- NHK2002年冬季奥林匹克运动会
- シュガシュガルーン DVDシリーズ 2005年
- シュガシュガルーン 恋もおしゃれもピックアップ! 2005年

### 舞台
- 私とワタシ
- 多重人格探偵サイコ
- Cat in the Red Boots
- Endless SHOCK（2007）
- アマツカゼ－天っ風－

### 電影
- ガチャポン（2004年）
- ノロイ（2005年）
- 真夜中の弥次さん喜多さん（2005年）- 喜び組 役
- 輪廻（2006年）- 森田由香 役
- 大きな古時計（2006年）
- セレブが結婚したい13の悪魔（2007年）- 松島美穂 役
- 雨に叫べば(2021年)

## 外部連結
- 松本まりか - 研音（日語）
- 松本真理香的X（前Twitter）
- 松本真理香的Instagram帳戶